# Leon Radošević
Leon Radošević (Sisak, 26 febbraio 1990) è un cestista croato con cittadinanza tedesca.
Cresciuto nelle giovanili del Cibona Zagabria, ha esordito in prima squadra nel 2009. Con la squadra croata ha disputato anche l'Eurolega 2010-11.

## Carriera
Nel luglio 2011 ha stipulato un contratto biennale con opzione per le successive due stagioni con l'EA7 – Emporio Armani Milano.
Il 29 giugno 2012 viene ceduto in prestito al Lietuvos Rytas per tutta la stagione 2012-13.
Il 16 gennaio 2013 rientra dal prestito con il Lietuvos.
Il 30 luglio dello stesso anno l'ALBA Berlino ne comunica l'ingaggio con un contratto di durata biennale, in seguito alla risoluzione del giocatore con l'Olimpia Milano.
Il 22 agosto 2017, Radošević ottiene la cittadinanza tedesca.
Il 4 luglio 2018, Radošević passa al Bayern Monaco, firmando un contratto triennale..
Nel luglio 2022, torna in Italia firmando un contratto con Derthona.

## Palmarès
- Campionato croato: 1

Cibona Zagabria: 2009-10
- Campionato tedesco: 3

Brose Bamberg: 2015-016, 2016-17
Bayern Monaco: 2018-19
- Coppa di Croazia: 1

Cibona Zagabria: 2009
- Coppa di Germania: 3

ALBA Berlino: 2014
Brose Bamberg: 2017
Bayern Monaco: 2020-21
- Supercoppa tedesca: 2

Alba Berlino: 2013, 2014